# Vodovatovo
Vodovatovo (en russe : Водова́тово) est un village de Russie situé dans le raïon d'Arzamas de l'oblast de Nijni Novgorod. Il fait partie du conseil rural de Bolchoïe Toumanovo,.

## Géographie
Le village se trouve sur la rive gauche de la rivière Tiocha, à 17 km à l'ouest de la ville d'Arzamas ; à 4,3 km à l'ouest du village se trouve le siège du conseil rural, Bolchoïe Toumanovo, et à 1,2 km à l'est il y a le village de Merlino.
Le village vit essentiellement de l'agriculture, en particulier de production de pomme de terre. Il existe aussi des résidences secondaires (datchas) et la population de résidents secondaires venus des villes croît à la belle saison.

## Population
- 2002 : 1670 habitants
- 2010 : 1681 habitants

## Infrastructure
Vodovatovo dispose d'un bureau de la Poste de Russie, d'une école moyenne (classes du primaire et du début du secondaire), d'une maison de la culture, d'un jardin d'enfant, d'un poste médical, d'un café et d'une église.

## Galerie

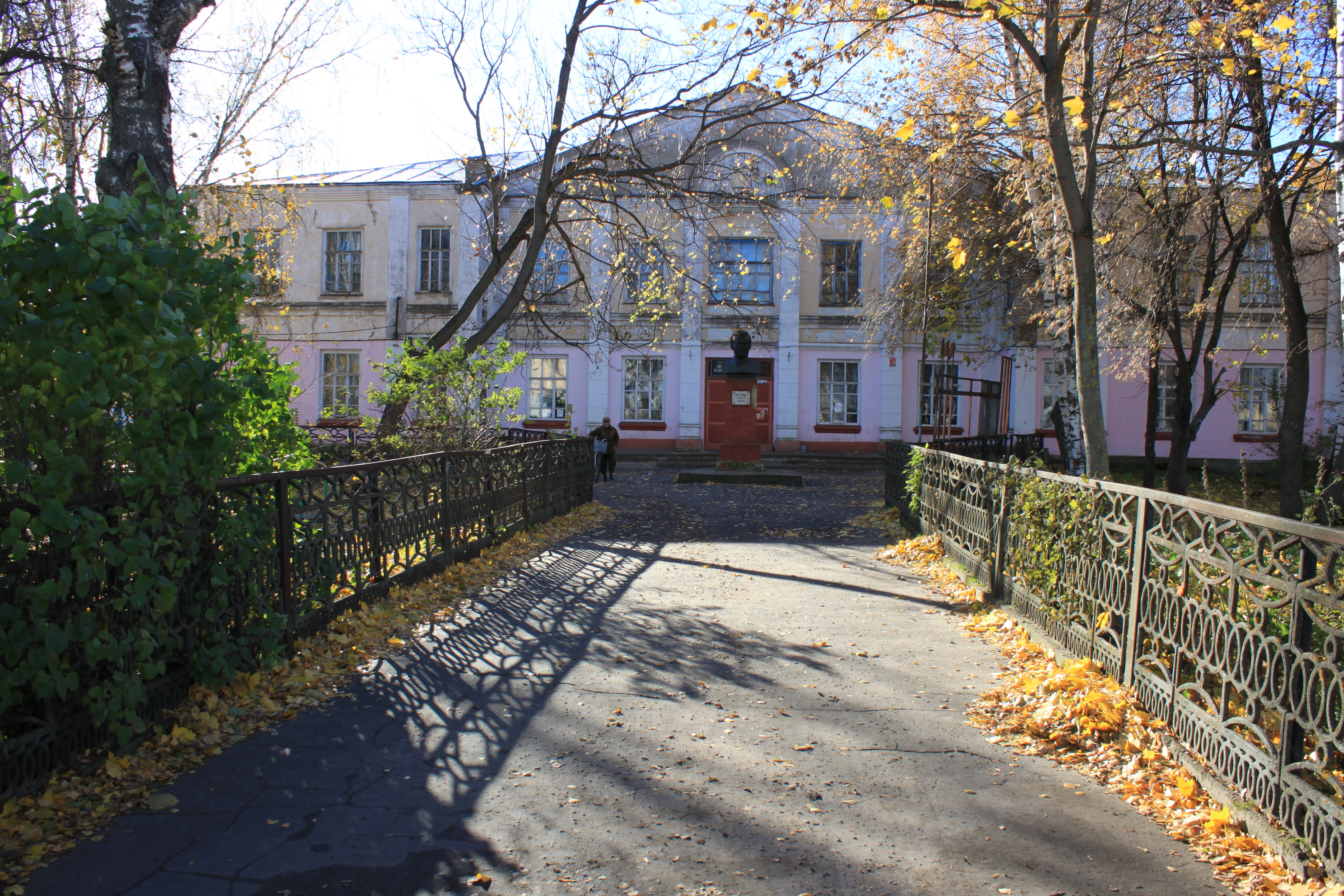
Maison de la culture de Vodovatovo.
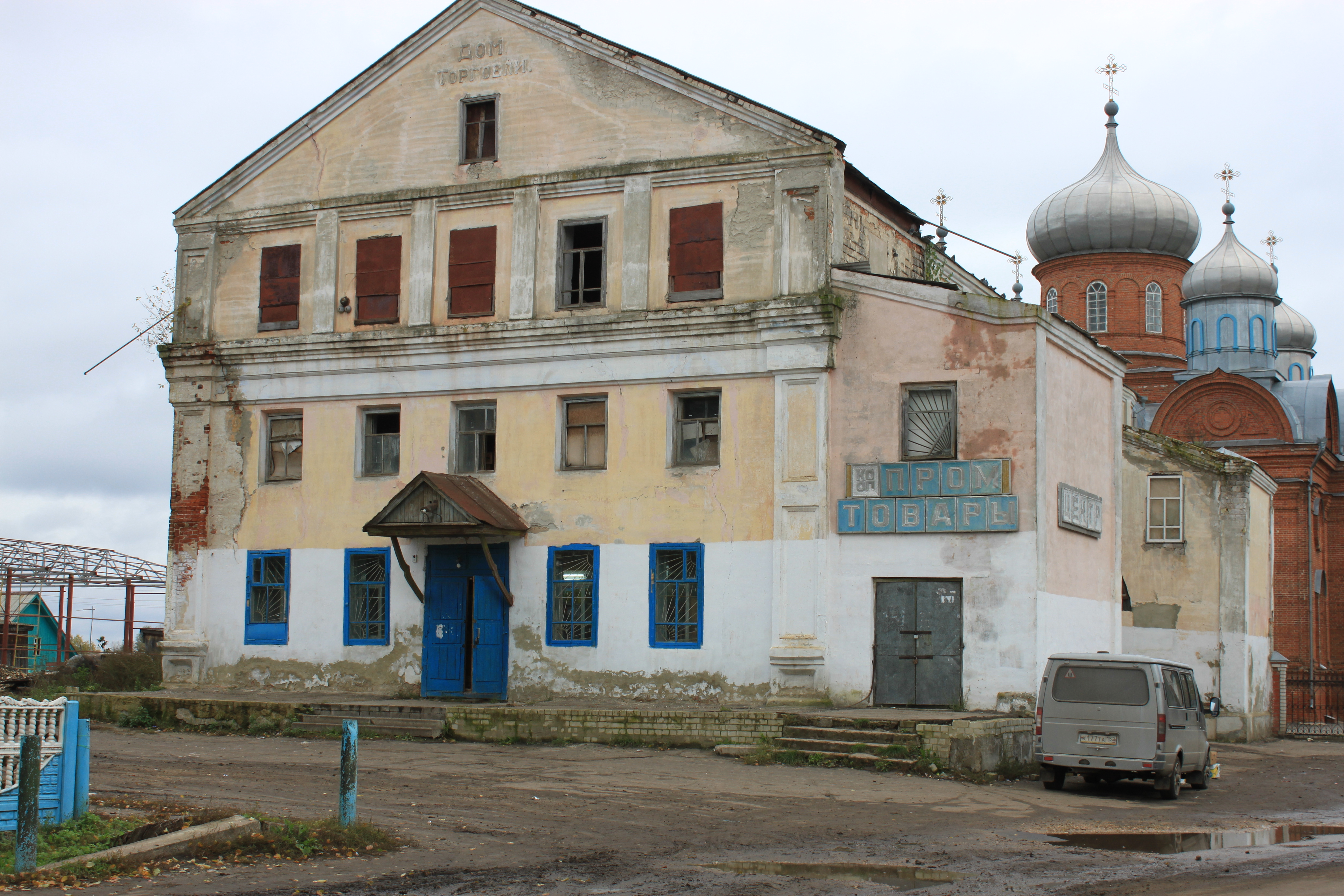
Magasin, autrefois c'était l'église de l'Intercession-de-la-Vierge-Marie.
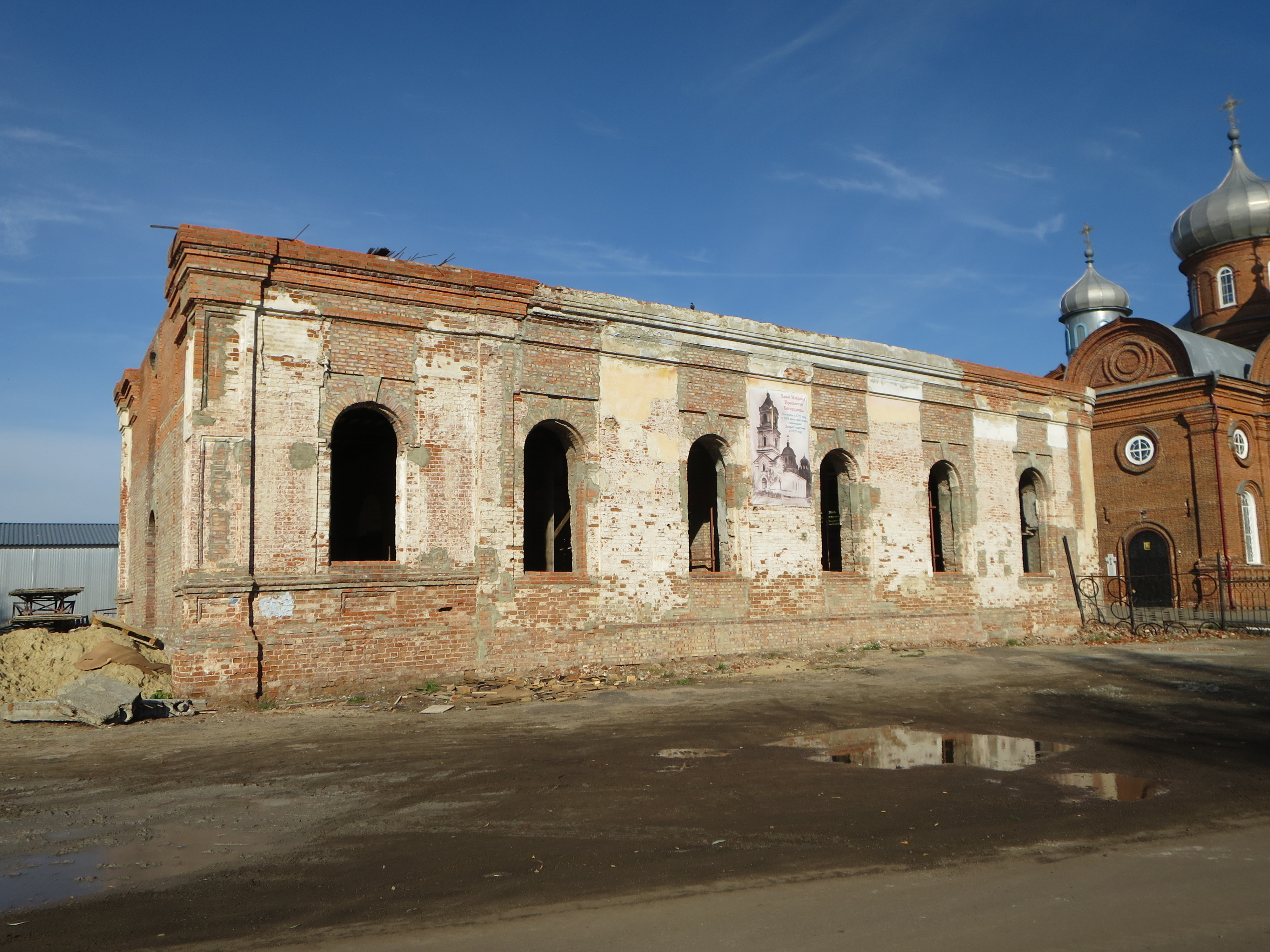
Travaux de restauration de l'ancienne église de l'Intercession en octobre 2018.
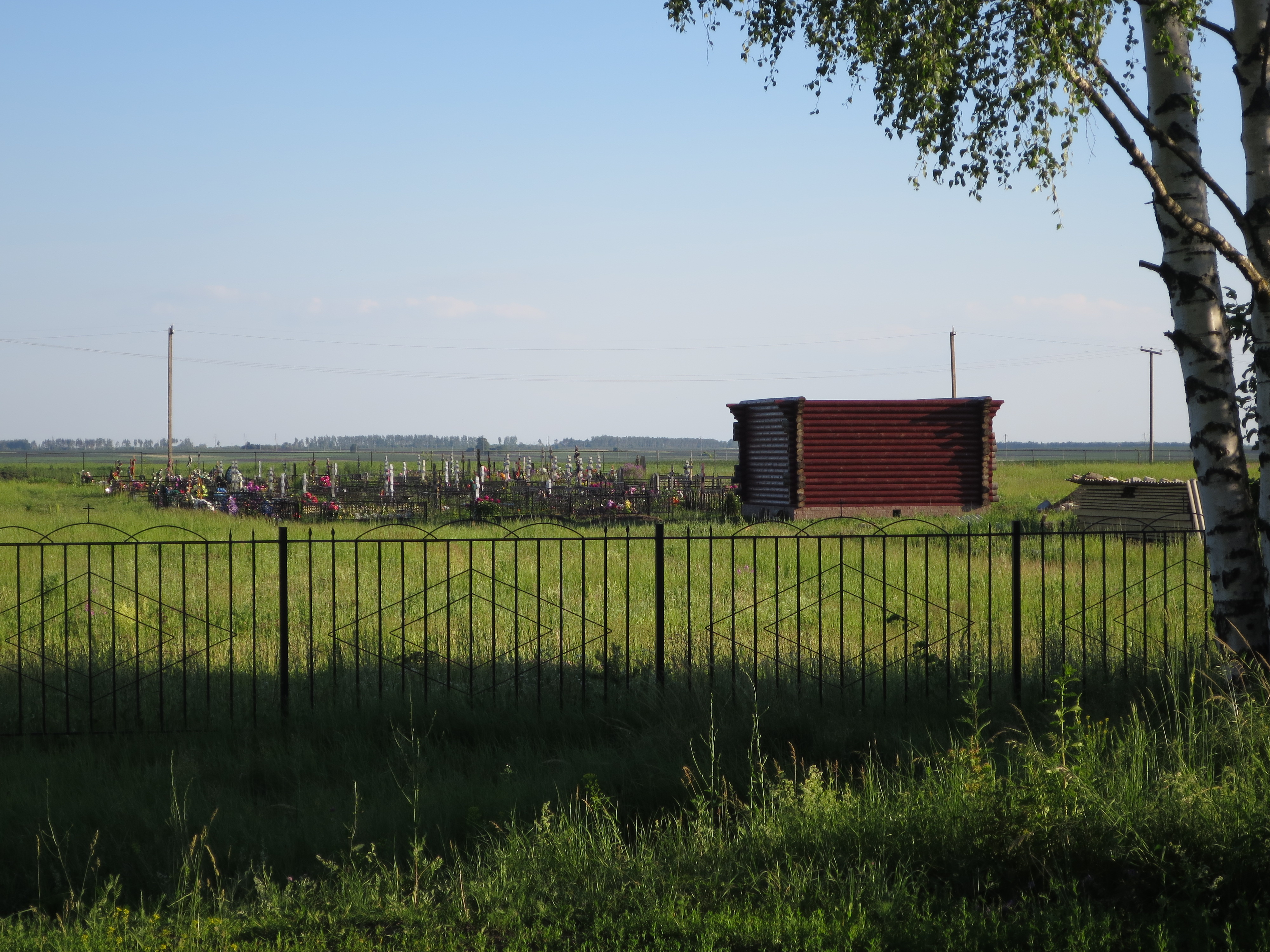
Cimetière du village.
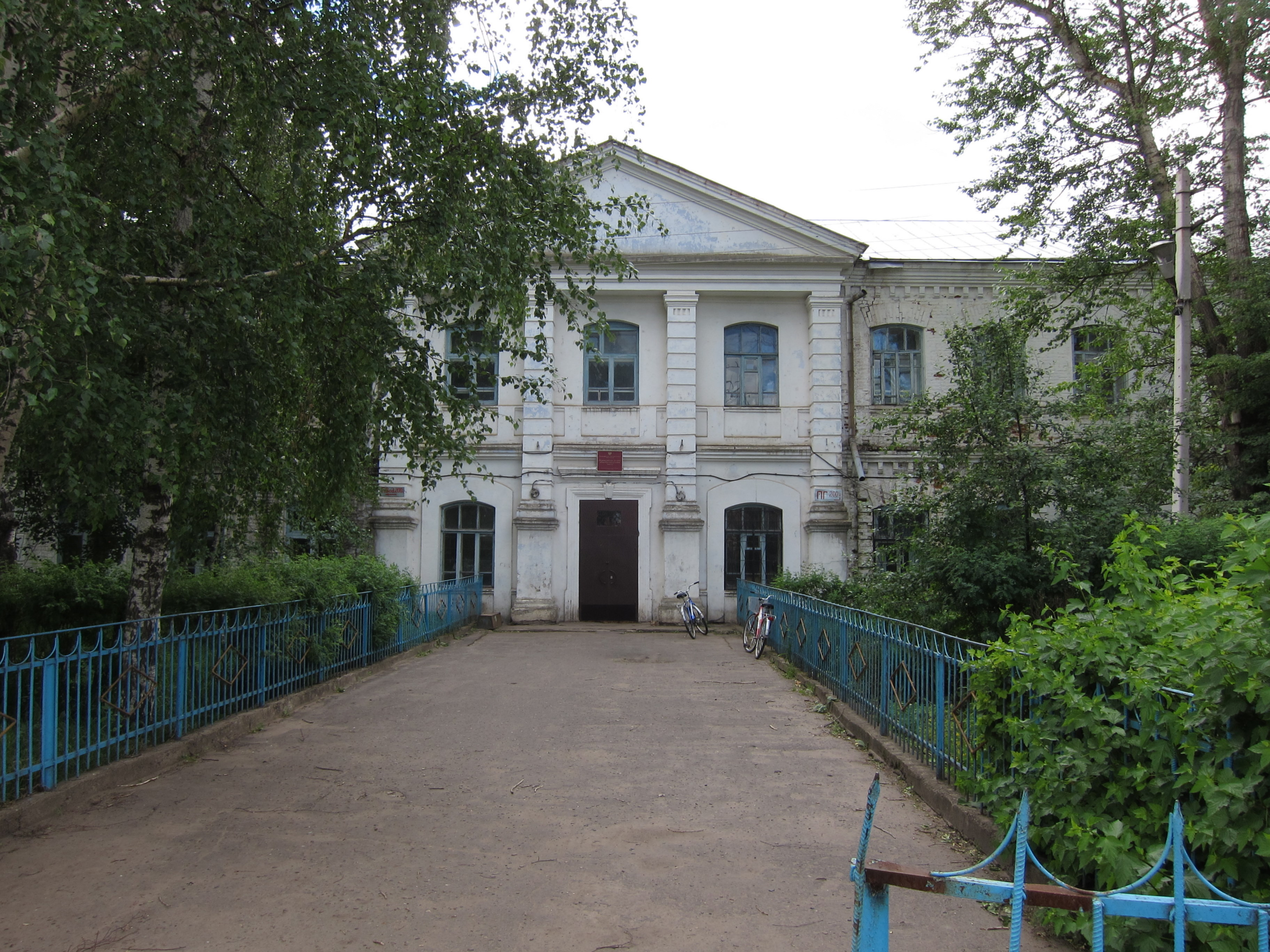
École de Vodovatovo.

## Église de la Résurrection

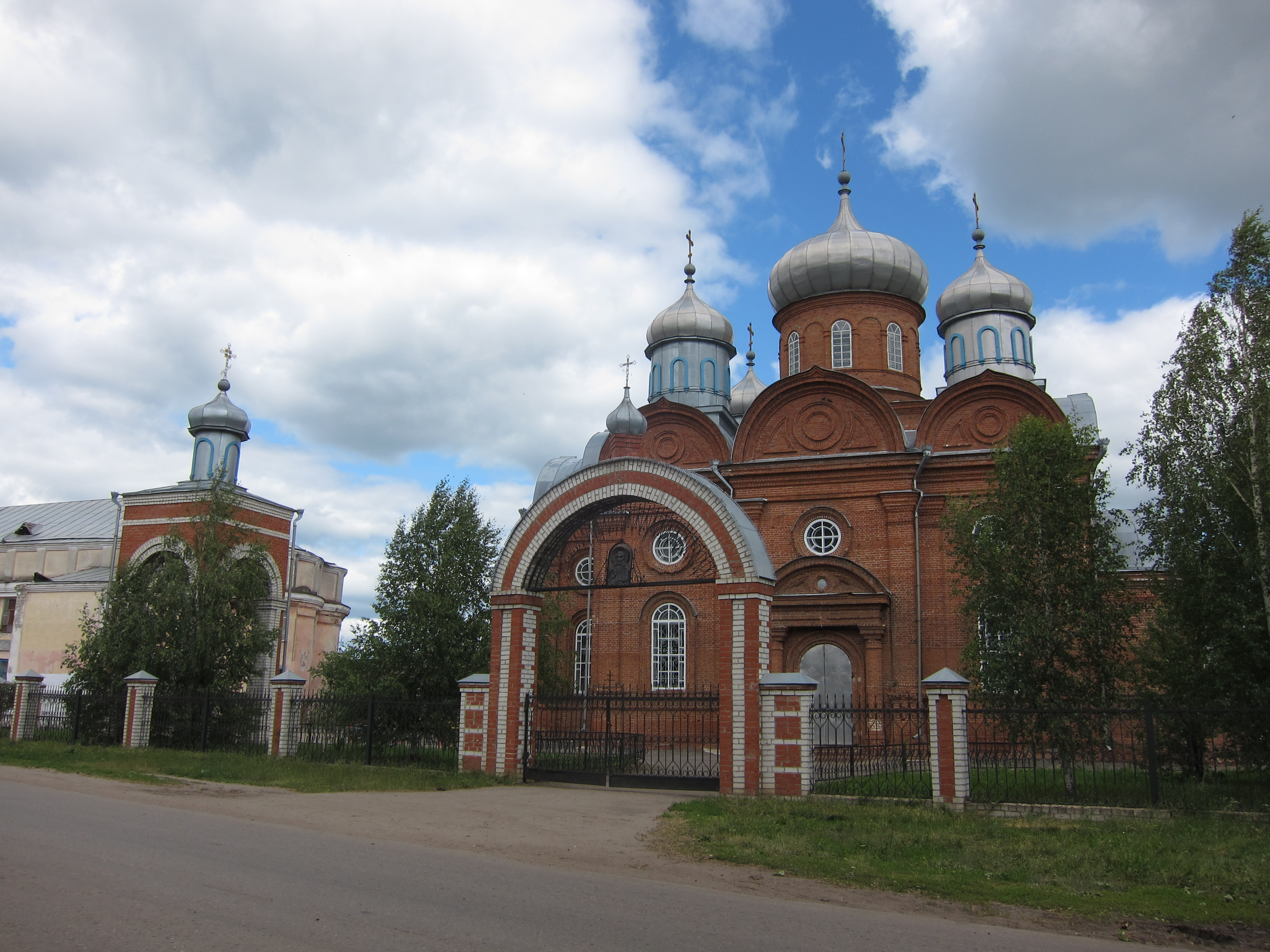
Vue de l'église de la Résurrection-du-Verbe.

L'église de la Résurrection-du-Verbe a été construite en 1904 dans un style russo-byzantin selon les plans d'A. Nikitine. Elle est fermée en 1937 en pleines purges staliniennes. Elle rouvre au culte en 1997. Elle dépend du doyenné d'Arzamas de l'éparchie de Nijni Novgorod.